# 別所町西這田
別所町西這田（べっしょちょうにしほうだ）は、兵庫県三木市の大字。旧・美嚢郡別所村大字西這田。郵便番号は673-0445.

## 地理
別所地区中央部、美嚢川下流の南側に位置する。東側は別所町東這田・西側は別所町花尻、別所町和田・南側は別所町巴・北側は鳥町、別所町近藤と接する。

## 歴史

### 地名の由来
元々は這田の一部であったが、荒れ地を開発して集落が形成され、居住地の増加により、這田の西部に位置することから「西這田」に改称された。

### 成立から町村制施行まで
江戸時代初期には姫路藩領と明石藩領であった。
- 1873年2月1日 - 三木市立別所小学校が開校[3]。

### 町村制施行以降
- 1889年 - 町村制施行による合併が行われ、美嚢郡西這田村から美嚢郡別所村大字西這田となる[2]。
- 1954年6月1日 - 三木市を新設し、三木市別所町西這田になる[4]。

### 字域の変遷
| 実施前                 | 実施年       | 実施後             |
| ---------------------- | ------------ | ------------------ |
| 美嚢郡別所村大字西這田 | 1954年6月1日 | 三木市別所町西這田 |

## 交通

### 鉄道
地内には鉄道は走っていないが、2008年4月1日まで三木鉄道三木線西這田駅が置かれていた。

### バス
- 神姫バス
- みっきぃバス

### 道路
- 兵庫県道20号加古川三田線

## 施設
- 三木市別所町公民館
- 西這田公民館
- 三木市立別所小学校
- 湯庵 - 温泉入浴施設。
- 大歳神社
- 正福寺

## 小・中学校の学区
| 大字         | 番地 | 小学校             | 中学校             |
| ------------ | ---- | ------------------ | ------------------ |
| 別所町西這田 | 全域 | 三木市立別所小学校 | 三木市立別所中学校 |